# Krukówko
Krukówko is een plaats in het Poolse district  Nakielski, woiwodschap Koejavië-Pommeren. De plaats maakt deel uit van de gemeente Mrocza en telt 206 inwoners.